# Utricularia inflata
Espèce
Classification phylogénétique
Répartition géographique
Utricularia inflata est l'une des espèces de plantes à fleurs de la famille des Lentibulariaceae. C'est une plante carnivore aquatique originaire des États-Unis.
Ses « pièges » sont nombreux et mesurent jusqu'à 3 millimètres de large.